# Marie Claire Moampea
Pour les articles homonymes, voir Moampea.
Moampea Mbio née Ngbangako Marie Claire est une femme politique camerounaise. Elle est une partisane du Rassemblement démocratique du peuple camerounais (RDPC). Enseignante de médecine, elle devient sénatrice de l'Est Cameroun en 2013 et exerce durant deux législatures.

## Biographie
Dr Ngbangako Marie Claire épse Moampea Mbio est originaire de la commune de Salapoumbé. Elle vient du département de la Boumba-et-Ngoko dans la région de l'Est au Cameroun. Chargée de cours en Anatomie pathologique à la Faculté de Médecine et des Sciences Biomédicales à l'Université de Yaoundé 1, elle est Docteur en médecine. Parmi les médecins spécialistes du Cameroun, elle est enregistrée comme pathologiste au Ministère de la Santé Publique (MINSANTE).

## Parcours politique
Lors des premières élections sénatoriales au Cameroun en 2013, elle est retenue sur les listes du RDPC à l'Est. En tant que sénatrice élue, elle représente sa région à la chambre haute du Parlement camerounais. Lors de l'élection du bureau, ses pairs la désignent comme Secrétaire Générale le 12 juin 2013. En 2015, elle fait partie des parlementaires camerounais membres fondateurs du Réseau des parlementaires africains pour l’évaluation du développement (APNODE). Elle a également l'opportunité la même année de s'exercer au Parlement Panafricain. Le 18 juin 2016, elle intervient comme conférencière lors de la cérémonie de clôture d'un atelier de formation de six jours dont les bénéficiaires sont les directeurs de maisons familiales et d'écoles rurales du Cameroun, du Mali, de Madagascar, du Togo et des Comores. Lors de ces assises, la sénatrice reconnaît et encourage la contribution du mouvement des Maisons familiales rurales au développement communautaire grâce à des initiatives d'auto-assistance, de formation des jeunes, de création d'emplois et de lutte contre l'exode rural. Ce mouvement est porté sur le plan national par la Fédération des Ecoles et Maisons Familiales Rurales du Cameroun. Le mandat politique de cinq ans de Marie Claire Moampea est renouvelé à la suite de la victoire de son parti aux élections sénatoriales camerounaises de 2018. Elle conserve ses fonctions au Secrétariat Général du Sénat le 4 mai 2018. En 2023, sa carrière sénatoriale arrive à son terme. D'autres personnalités politiques du RDPC à l'Est prennent le relai.